# Lorenc Trashi
Lorenc Trashi (Gramsh, 19 maggio 1992) è un calciatore albanese, centrocampista o difensore del Flamurtari Valona.

## Carriera

### Club
Il 1º luglio 2014 viene acquistato a titolo definitivo dalla squadra albanese del Partizani Tirana, con cui sottoscrive un contratto biennale con scadenza il 30 giugno 2016.
Il 1º agosto 2020 viene acquistato a titolo definitivo dalla squadra del Kuwait dell'Al-Qadisiya per 250.000 euro, con cui firma un contratto quinquennale con scadenza il 30 giugno 2025.

### Nazionale
Il 18 marzo 2019 riceve la sua prima convocazione dalla nazionale albanese per le partite valide per le qualificazioni agli Europei 2020 rispettivamente contro Turchia ed Andorra del 22 e 25 marzo 2019.
Mette a segno il primo goal in nazionale all'esordio, il 14 ottobre 2019, contro la Moldavia.

## Statistiche

### Presenze e reti nei club
Statistiche aggiornate al 24 luglio 2020.
| Stagione                | Squadra                 | Campionato              | Campionato | Campionato | Coppe nazionali | Coppe nazionali | Coppe nazionali | Coppe continentali | Coppe continentali | Coppe continentali | Altre coppe | Altre coppe | Altre coppe | Totale | Totale |
| Stagione                | Squadra                 | Comp                    | Pres       | Reti       | Comp            | Pres            | Reti            | Comp               | Pres               | Reti               | Comp        | Pres        | Reti        | Pres   | Reti   |
| ----------------------- | ----------------------- | ----------------------- | ---------- | ---------- | --------------- | --------------- | --------------- | ------------------ | ------------------ | ------------------ | ----------- | ----------- | ----------- | ------ | ------ |
| 2011-2012               | Gramshi                 | KP                      | 25         | 2          | CA              | 0               | 0               | -                  | -                  | -                  | -           | -           | -           | 25+    | 2+     |
| 2012-2013               | Gramshi                 | KP                      | 25         | 5          | CA              | 1               | 0               | -                  | -                  | -                  | -           | -           | -           | 26     | 5      |
| Totale Gramshi          | Totale Gramshi          | Totale Gramshi          | 50         | 7          |                 | 1               | 0               |                    | -                  | -                  |             | -           | -           | 51     | 7      |
| 2013-2014               | Lushnja                 | KS                      | 27         | 6          | CA              | 2               | 0               | -                  | -                  | -                  | -           | -           | -           | 29     | 6      |
| 2014-2015               | Partizani Tirana        | KS                      | 33         | 0          | CA              | 6               | 1               | -                  | -                  | -                  | -           | -           | -           | 39     | 1      |
| 2015-2016               | Partizani Tirana        | KS                      | 33         | 3          | CA              | 2               | 0               | UEL                | 2                  | 0                  | -           | -           | -           | 37     | 3      |
| 2016-2017               | Partizani Tirana        | KS                      | 34         | 2          | CA              | 2               | 0               | UCL+UEL            | 4+3                | 0                  | -           | -           | -           | 43     | 2      |
| 2017-2018               | Partizani Tirana        | KS                      | 34         | 5          | CA              | 3               | 1               | UEL                | 2                  | 0                  | -           | -           | -           | 39     | 6      |
| 2018-2019               | Partizani Tirana        | KS                      | 31         | 0          | CA              | 4               | 1               | UEL                | 2                  | 0                  | -           | -           | -           | 37     | 1      |
| 2019-2020               | Partizani Tirana        | KS                      | 32         | 2          | CA              | 2               | 0               | UCL+UEL            | 2+1                | 0                  | SA          | 1           | 0           | 38     | 2      |
| Totale Partizani Tirana | Totale Partizani Tirana | Totale Partizani Tirana | 197        | 12         |                 | 19              | 3               |                    | 16                 | 0                  |             | 1           | 0           | 233    | 15     |
| 2020-2021               | Al-Qadisiya             | PL                      | 0          | 0          | CK              | 0               | 0               | -                  | -                  | -                  | -           | -           | -           | 0      | 0      |
| Totale carriera         | Totale carriera         | Totale carriera         | 274        | 25         |                 | 22              | 3               |                    | 16                 | 0                  |             | 1           | 0           | 313    | 28     |

### Cronologia presenze e reti in nazionale
| Cronologia completa delle presenze e delle reti in nazionale ― Albania | Cronologia completa delle presenze e delle reti in nazionale ― Albania | Cronologia completa delle presenze e delle reti in nazionale ― Albania | Cronologia completa delle presenze e delle reti in nazionale ― Albania | Cronologia completa delle presenze e delle reti in nazionale ― Albania | Cronologia completa delle presenze e delle reti in nazionale ― Albania | Cronologia completa delle presenze e delle reti in nazionale ― Albania | Cronologia completa delle presenze e delle reti in nazionale ― Albania |
| Data                                                                   | Città                                                                  | In casa                                                                | Risultato                                                              | Ospiti                                                                 | Competizione                                                           | Reti                                                                   | Note                                                                   |
| ---------------------------------------------------------------------- | ---------------------------------------------------------------------- | ---------------------------------------------------------------------- | ---------------------------------------------------------------------- | ---------------------------------------------------------------------- | ---------------------------------------------------------------------- | ---------------------------------------------------------------------- | ---------------------------------------------------------------------- |
| 14-10-2019                                                             | Chișinău                                                               | Moldavia                                                               | 0 – 4                                                                  | Albania                                                                | Qual. Euro 2020                                                        | 1                                                                      |                                                                        |
| 14-11-2019                                                             | Elbasan                                                                | Albania                                                                | 2 – 2                                                                  | Andorra                                                                | Qual. Euro 2020                                                        | -                                                                      | 46’                                                                    |
| 17-11-2019                                                             | Tirana                                                                 | Albania                                                                | 0 – 2                                                                  | Francia                                                                | Qual. Euro 2020                                                        | -                                                                      | 82’                                                                    |
| 4-9-2020                                                               | Minsk                                                                  | Bielorussia                                                            | 0 – 2                                                                  | Albania                                                                | UEFA Nations League 2020-2021 - 1º turno                               | -                                                                      | 68’                                                                    |
| 7-9-2020                                                               | Tirana                                                                 | Albania                                                                | 0 – 1                                                                  | Lituania                                                               | UEFA Nations League 2020-2021 - 1º turno                               | -                                                                      | 60’                                                                    |
| 11-10-2020                                                             | Almaty                                                                 | Kazakistan                                                             | 0 – 0                                                                  | Albania                                                                | UEFA Nations League 2020-2021 - 1º turno                               | -                                                                      | 82’                                                                    |
| 14-10-2020                                                             | Vilnius                                                                | Lituania                                                               | 0 – 0                                                                  | Albania                                                                | UEFA Nations League 2020-2021 - 1º turno                               | -                                                                      | 46’                                                                    |
| 5-6-2021                                                               | Cardiff                                                                | Galles                                                                 | 0 – 0                                                                  | Albania                                                                | Amichevole                                                             | -                                                                      | 61’                                                                    |
| 8-6-2021                                                               | Praga                                                                  | Rep. Ceca                                                              | 3 – 1                                                                  | Albania                                                                | Amichevole                                                             | -                                                                      | 71’                                                                    |
| 2-9-2021                                                               | Varsavia                                                               | Polonia                                                                | 4 – 1                                                                  | Albania                                                                | Qual. Mondiali 2022                                                    | -                                                                      | 67’                                                                    |
| 5-9-2021                                                               | Elbasan                                                                | Albania                                                                | 1 – 0                                                                  | Ungheria                                                               | Qual. Mondiali 2022                                                    | -                                                                      | 46’                                                                    |
| 8-9-2021                                                               | Elbasan                                                                | Albania                                                                | 5 – 0                                                                  | San Marino                                                             | Qual. Mondiali 2022                                                    | -                                                                      | 46’                                                                    |
| 9-10-2021                                                              | Budapest                                                               | Ungheria                                                               | 0 – 1                                                                  | Albania                                                                | Qual. Mondiali 2022                                                    | -                                                                      | 73’ 86’                                                                |
| 12-10-2021                                                             | Tirana                                                                 | Albania                                                                | 0 – 1                                                                  | Polonia                                                                | Qual. Mondiali 2022                                                    | -                                                                      | 65’                                                                    |
| 12-11-2021                                                             | Londra                                                                 | Inghilterra                                                            | 5 – 0                                                                  | Albania                                                                | Qual. Mondiali 2022                                                    | -                                                                      | 46’                                                                    |
| Totale                                                                 |                                                                        | Presenze (165º posto)                                                  | 15                                                                     |                                                                        | Reti (120º posto)                                                      | 1                                                                      |                                                                        |

## Palmarès

### Club

#### Competizioni nazionali
- Campionato albanese: 1

Partizani Tirana: 2018-2019
- Supercoppa d'Albania: 1

Partizani Tirana: 2019
- Supercoppa del Kosovo: 1

Ballkani: 2023
- Coppa del Kosovo: 1

Ballkani: 2023-2024
- Campionato kosovaro: 1

Ballkani: 2023-2024